# Boo Johansson
Boo Johansson, född 1952 i Örebro, är en svensk professor i psykologi med särskild inriktning mot åldrandets psykologi vid Psykologiska institutionen, Göteborgs universitet.

## Biografi
Boo Johansson tog 1975 en filosofie kandidatexamen vid Uppsala universitet. Han disputerade för doktorsexamen i psykologi vid Göteborgs universitet 1985 på en avhandling om minne och minnesundersökning av äldre. Från 1975 var han verksam som forskare vid Institutet för gerontologi vid högskolan i Jönköping. 1982 tog han psykologexamen vid Göteborgs universitet och samma år fick han legitimation som psykolog. År 1990 blev han docent vid Göteborgs universitet och 2001 professor i psykologi med särskild inriktning mot åldrandets psykologi. Han var adjungerad professor vid Pennsylvania State University 1993-2009. Han har varit forskarutbildningsansvarig/ vice prefekt för forskarutbildningen vid Pykologiska institutionen, vice dekan vid Samhällsvetenskapliga fakulteten samt ordförande för utskottet för forskarutbildningsfrågor vid Göteborgs universitet.  
Hans forskning är inriktad mot kognitiv och psykisk hälsa under åldrandet där han varit projektansvarig för flervetenskapliga och ofta longitudinella projekt. Han var forskningsledare för ADA-Gero gruppen vid Psykologiska institutionen. 
Johansson är ledamot av Kungliga Vetenskaps- och Vitterhetssamhället i Göteborg och har även varit ledamot av Nationalkommittéen för psykologi inom Kungliga Vetenskapsakademien. 
Johansson tog initiativ till att bilda  Sveriges geropsykologers förening (SGF)och han är medlem i flera föreningar och organisationer inom åldrandeområdet, exempelvis Gerontological Society of America (GSA) där han har fellow status, samt varit president 2014-2016 för Nordisk Gerontologisk Förening NGF).
2021 tilldelades han Stora Gerontologipriset för sin mångåriga verksamhet i gerontologisk forskning. 